# We're going to Ibiza!
We're going to Ibiza! is een hit van de Nederlandse danceformatie Vengaboys. De single stond 24 weken in de Nederlandse Top 40, waarvan drie weken op nummer 1. In de Vlaamse Ultratop 50 stond het nummer 21 weken in de lijst met een piek op de tweede plaats gedurende 5 weken. Net als de vorige single Boom, Boom, Boom, Boom!! bereikt ook deze de nummer 1-positie in de Britse charts. We're going to Ibiza werd in Nederland uiteindelijk de op een na best verkochte single van het jaar.

## Achtergrond
Het nummer is een bewerking van het nummer Barbados van de eendagsvlieg Typically Tropical, uit 1975. Naast de typische Vengaboys-sound is ook de tekst van het nummer enigszins aangepast. Er is allereerst voor het Spaanse eiland Ibiza gekozen, dat ten tijde van de single een populaire vakantiebestemming voor jongeren was, dankzij de vele clubs. Er zijn verder kleine aanpassingen in de tekst om het passend bij de Vengaboys en Ibiza te maken. Opvallend genoeg beginnen beide versies met de zin I don't wanna be a bus driver all my life (Ik wil niet heel mijn leven buschauffeur blijven). Dit past zeer goed bij de Vengaboys, gezien de eerdere single We like to party, waarin een bus (Vengabus) centraal staat.
De videoclip was een eenvoudige computeranimatie waarin te zien was hoe vier geanimeerde Vengaboys-karakters naar het vakantie-eiland afreizen, terwijl ze verschillende wereldsteden aan doen. In deze videoclip is ook een parodie op Bill Clintons affaire te zien.  Wanneer ze langs Washington D.C. komen zie je door een raam in het Capitool seksuele handelingen verricht worden.
Als gevolg van het Ibiza-schandaal waarin FPÖ-leider Heinz-Christian Strache een corrupte deal wilde sluiten met een Russische investeerder, werd het nummer in mei 2019 opnieuw populair in Oostenrijk. Het groeide uit tot een protestlied tegen het rechts-populisme en werd een nummer 1-hit.

## Tracklisting

### Cd-single
1. "We're going to Ibiza" (hitradio mix) - 3:39
2. "We like to party" (Jason Nevins clubmix) - 7:00

### 12 inch-single
1. "We're going to Ibiza" (hitradio mix) - 3:39
2. "We're going to Ibiza" (DJ Peran remix) - 6:44
3. "We like to party" (Jason Nevins clubmix) - 7:00
4. "We like to party" (Tin Tin Out remix) - 6:47
5. "We like to party" (Klubbheads remix) - 6:06
6. "We like to party" (Jason Nevins dubmix) - 5:49

## Hitlijst

### Nederlandse Top 40
| We're going to Ibiza! in de Nederlandse Top 40 (20/03/1999 t.e.m. 23/10/1999) | We're going to Ibiza! in de Nederlandse Top 40 (20/03/1999 t.e.m. 23/10/1999) | We're going to Ibiza! in de Nederlandse Top 40 (20/03/1999 t.e.m. 23/10/1999) | We're going to Ibiza! in de Nederlandse Top 40 (20/03/1999 t.e.m. 23/10/1999) | We're going to Ibiza! in de Nederlandse Top 40 (20/03/1999 t.e.m. 23/10/1999) | We're going to Ibiza! in de Nederlandse Top 40 (20/03/1999 t.e.m. 23/10/1999) | We're going to Ibiza! in de Nederlandse Top 40 (20/03/1999 t.e.m. 23/10/1999) | We're going to Ibiza! in de Nederlandse Top 40 (20/03/1999 t.e.m. 23/10/1999) | We're going to Ibiza! in de Nederlandse Top 40 (20/03/1999 t.e.m. 23/10/1999) | We're going to Ibiza! in de Nederlandse Top 40 (20/03/1999 t.e.m. 23/10/1999) | We're going to Ibiza! in de Nederlandse Top 40 (20/03/1999 t.e.m. 23/10/1999) | We're going to Ibiza! in de Nederlandse Top 40 (20/03/1999 t.e.m. 23/10/1999) | We're going to Ibiza! in de Nederlandse Top 40 (20/03/1999 t.e.m. 23/10/1999) | We're going to Ibiza! in de Nederlandse Top 40 (20/03/1999 t.e.m. 23/10/1999) | We're going to Ibiza! in de Nederlandse Top 40 (20/03/1999 t.e.m. 23/10/1999) | We're going to Ibiza! in de Nederlandse Top 40 (20/03/1999 t.e.m. 23/10/1999) | We're going to Ibiza! in de Nederlandse Top 40 (20/03/1999 t.e.m. 23/10/1999) | We're going to Ibiza! in de Nederlandse Top 40 (20/03/1999 t.e.m. 23/10/1999) | We're going to Ibiza! in de Nederlandse Top 40 (20/03/1999 t.e.m. 23/10/1999) | We're going to Ibiza! in de Nederlandse Top 40 (20/03/1999 t.e.m. 23/10/1999) | We're going to Ibiza! in de Nederlandse Top 40 (20/03/1999 t.e.m. 23/10/1999) | We're going to Ibiza! in de Nederlandse Top 40 (20/03/1999 t.e.m. 23/10/1999) | We're going to Ibiza! in de Nederlandse Top 40 (20/03/1999 t.e.m. 23/10/1999) | We're going to Ibiza! in de Nederlandse Top 40 (20/03/1999 t.e.m. 23/10/1999) | We're going to Ibiza! in de Nederlandse Top 40 (20/03/1999 t.e.m. 23/10/1999) | We're going to Ibiza! in de Nederlandse Top 40 (20/03/1999 t.e.m. 23/10/1999) |
| Week                                                                          | 01                                                                            | 02                                                                            | 03                                                                            | 04                                                                            | 05                                                                            | 06                                                                            | 07                                                                            | 08                                                                            | 09                                                                            | 10                                                                            | 11                                                                            | 12                                                                            | 13                                                                            | 14                                                                            | 15                                                                            | 16                                                                            | 17                                                                            | 18                                                                            | 19                                                                            | 20                                                                            | 21                                                                            | 22                                                                            | 23                                                                            | 24                                                                            | 25                                                                            |
| ----------------------------------------------------------------------------- | ----------------------------------------------------------------------------- | ----------------------------------------------------------------------------- | ----------------------------------------------------------------------------- | ----------------------------------------------------------------------------- | ----------------------------------------------------------------------------- | ----------------------------------------------------------------------------- | ----------------------------------------------------------------------------- | ----------------------------------------------------------------------------- | ----------------------------------------------------------------------------- | ----------------------------------------------------------------------------- | ----------------------------------------------------------------------------- | ----------------------------------------------------------------------------- | ----------------------------------------------------------------------------- | ----------------------------------------------------------------------------- | ----------------------------------------------------------------------------- | ----------------------------------------------------------------------------- | ----------------------------------------------------------------------------- | ----------------------------------------------------------------------------- | ----------------------------------------------------------------------------- | ----------------------------------------------------------------------------- | ----------------------------------------------------------------------------- | ----------------------------------------------------------------------------- | ----------------------------------------------------------------------------- | ----------------------------------------------------------------------------- | ----------------------------------------------------------------------------- |
| Nummer                                                                        | 5                                                                             | 4                                                                             | 2                                                                             | 1                                                                             | 1                                                                             | 1                                                                             | 2                                                                             | 2                                                                             | 2                                                                             | 3                                                                             | 3                                                                             | 4                                                                             | 4                                                                             | 5                                                                             | 7                                                                             | 15                                                                            | 15                                                                            | 19                                                                            | 22                                                                            | 23                                                                            | 25                                                                            | 32                                                                            | 36                                                                            | 39                                                                            | uit                                                                           |

### Ultratop 50
| Nummer | 17 | 7 | 4 | 2 | 2 | 2 | 2 | 3 | 2 | 3 | 5 | 6 | 11 | 11 | 17 | 20 | 25 | 31 | 36 | 44 | 48 | uit |